# 제라 셀라시에

제라 야곱 암하 셀라시에(암하라어: ዘርአ ያዕቆብ አምሃ ሥላሴ, 1953년 8월 17일 ~ )는 솔로몬 왕조의 마지막 황제 하일레 셀라시에 1세의 손자로, 솔로몬 왕조의 현재 수장이다. 1997년 2월 17일부터 재위 중이다.